# عینک برولین

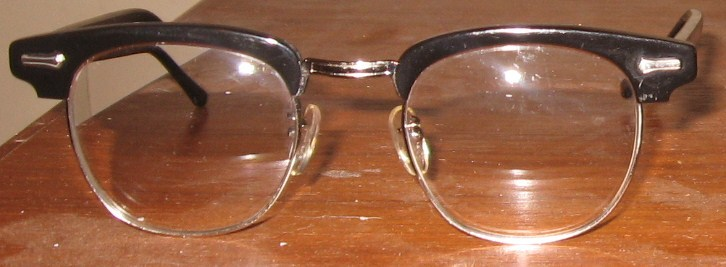
Browline glasses.

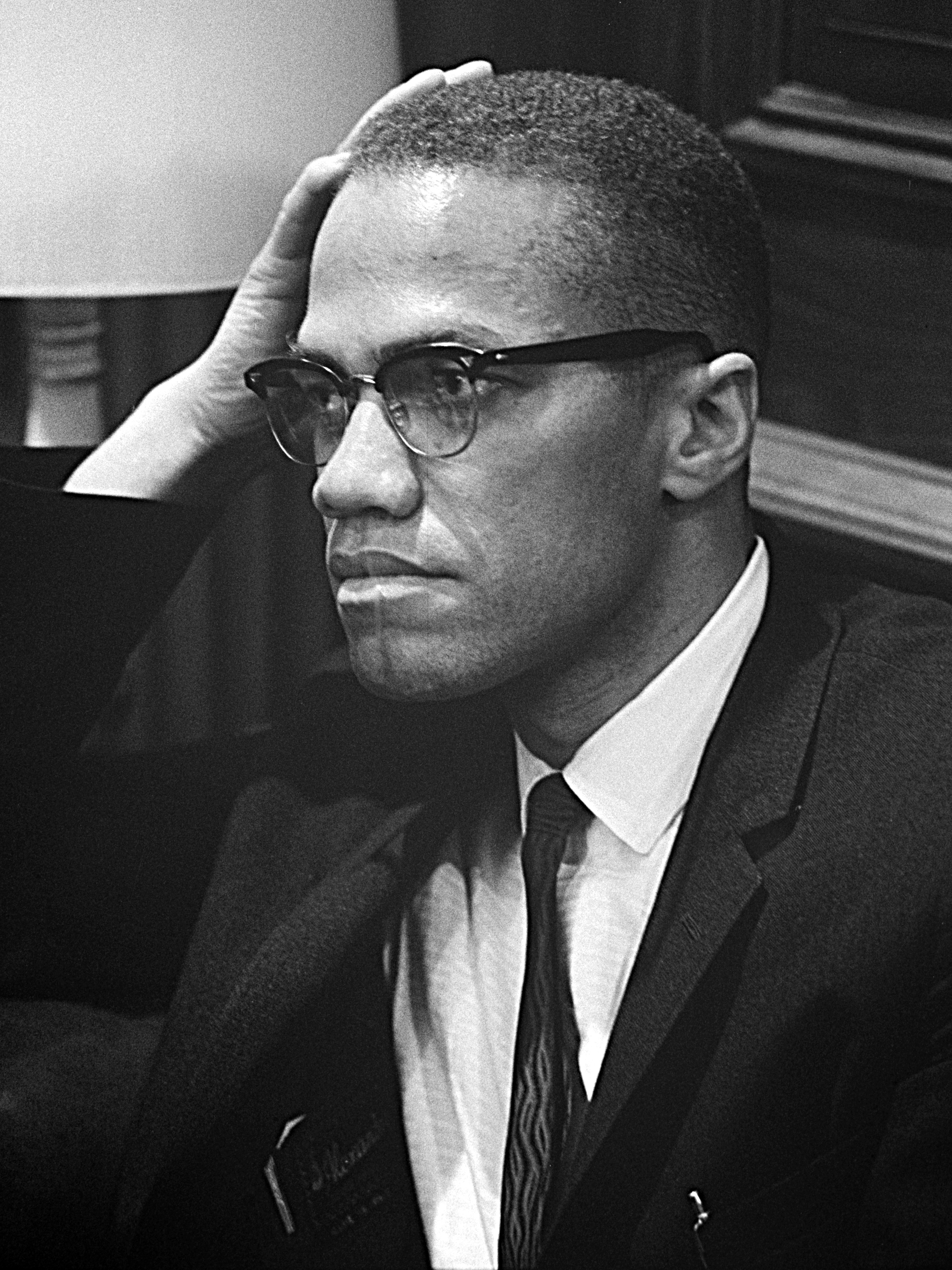
مالکوم ایکس با عینک برولین

عینک برولین سبکی از قاب عینک است که در سال‌های ۱۹۵۰ الی ۱۹۶۰ میلادی به ویژه در ایالات متحده آمریکا محبوبیت بسیاری داشت. این نامگذاری بخاطر قسمت بالایی درشت قاب عدسی آن است که شبیه ابرو است و لنز عینک را قاب می‌کند. این عینک برای اولین بار در سال ۱۹۴۷ توسط «Shuron Ltd» و تحت نام تجاری «Ronsir» ساخته شد و به سرعت توسط سازندگان مختلف دیگر تقلید شد. این طراحی رایج‌ترین سبک طراحی در طول دهه ۱۹۵۰ و اوایل دهه ۱۹۶۰ میلادی بود قبل از اینکه مدلهای پلاستیکی جامد در محبوبیت از آن پیشی بگیرند.